# Rika (socken)
Rika (kinesiska: 日卡, 日卡乡) är en socken i Kina. Den ligger i den autonoma regionen Tibet, i den sydvästra delen av landet, omkring 310 kilometer öster om regionhuvudstaden Lhasa.
Genomsnittlig årsnederbörd är 982 millimeter. Den regnigaste månaden är juni, med i genomsnitt 240 mm nederbörd, och den torraste är december, med 3 mm nederbörd.